# Composition des équipes au championnat du monde masculin de volley-ball 2014
Cette page répertorie la liste des joueurs, de chaque nation, pouvant participer au Championnat du monde 2014. Les clubs des joueurs sont ceux au moment de la validation de la liste à la FIVB.

## Allemagne
| No                                       | Nom                                      | Date de naissance                        | Taille | Poids | Poste                        | Club                         |
| ---------------------------------------- | ---------------------------------------- | ---------------------------------------- | ------ | ----- | ---------------------------- | ---------------------------- |
| 1                                        | Christian Fromm                          | 15 août 1990                             | 204    | 99    | Réceptionneur-attaquant      | Pallavolo Città di Castello  |
| 2                                        | Markus Steuerwald                        | 7 mars 1989                              | 182    | 85    | Libero                       | Paris Volley                 |
| 3                                        | Sebastian Schwarz                        | 2 octobre 1985                           | 197    | 94    | Réceptionneur-attaquant      | Generali Haching             |
| 5                                        | Sebastian Kühner                         | 15 mars 1987                             | 203    | 91    | Passeur                      | Berlin Recycling Volleys     |
| 6                                        | Denis Kaliberda                          | 24 juin 1990                             | 193    | 95    | Réceptionneur-attaquant      | Pallavolo Piacenza           |
| 7                                        | Dirk Westphal                            | 31 janvier 1986                          | 203    | 92    | Réceptionneur-attaquant      | WKS Czarni Radom             |
| 8                                        | Marcus Böhme                             | 25 août 1985                             | 211    | 116   | Central                      | Generali Haching             |
| 10                                       | Georg Grozer                             | 27 novembre 1984                         | 200    | 102   | Attaquant                    | Belgorie Belgorod            |
| 10                                       | Jochen Schöps                            | 8 octobre 1983                           | 200    | 100   | Attaquant                    | Asseco Resovia               |
| 11                                       | Lukas Kampa                              | 29 novembre 1986                         | 196    | 90    | Passeur                      | Pallavolo Modène             |
| 12                                       | Ferdinand Tille                          | 8 décembre 1988                          | 185    | 75    | Libero                       | Generali Haching             |
| 15                                       | Tim Broshog                              | 2 décembre 1987                          | 205    | 112   | Central                      | Moerser SC                   |
| 20                                       | Max Günthör                              | 9 août 1985                              | 207    | 96    | Central                      | VfB Friedrichshafen          |
| 18                                       | Michael Andrei                           | 6 août 1985                              | 210    | 98    | Central                      | Topvolley Precura Antwerpen  |
|                                          |                                          |                                          |        |       |                              |                              |
| Encadrement technique                    | Encadrement technique                    |                                          |        |       | Légende                      | Légende                      |
| Entraîneur : Vital Heynen                | Entraîneur : Vital Heynen                | Entraîneur : Vital Heynen                |        |       | : Capitaine                  | : Capitaine                  |
| Entraîneur(s) adjoint(s) : Stefan Hübner | Entraîneur(s) adjoint(s) : Stefan Hübner | Entraîneur(s) adjoint(s) : Stefan Hübner |        |       | : Joueur blessé actuellement | : Joueur blessé actuellement |
| Manager général : Jan Kahlenbach         |                                          |                                          |        |       |                              |                              |

## Argentine
| No                                         | Nom                                        | Date de naissance                          | Taille | Poids | Poste                        | Club                         |
| ------------------------------------------ | ------------------------------------------ | ------------------------------------------ | ------ | ----- | ---------------------------- | ---------------------------- |
| 1                                          | Santiago Darraidou                         | 24 novembre 1980                           | 194    | 95    | Réceptionneur-attaquant      | Sarmiento Santana Textiles   |
| 2                                          | Javier Filardi                             | 7 février 1980                             | 190    | 89    | Réceptionneur-attaquant      | UPCN San Juan Volley         |
| 3                                          | Gustavo Federico Porporatto                | 7 mai 1981                                 | 199    | 94    | Central                      | La Union de Formosa          |
| 4                                          | Sebastian Garrocq                          | 27 novembre 1979                           | 170    | 63    | Libero                       | UPCN San Juan Volley         |
| 5                                          | Nicolás Uriarte                            | 21 mars 1990                               | 192    | 82    | Passeur                      | Skra Bełchatów               |
| 7                                          | Facundo Conte                              | 25 août 1989                               | 198    | 90    | Réceptionneur-attaquant      | Skra Bełchatów               |
| 9                                          | Rodrigo Quiroga                            | 23 mars 1987                               | 190    | 86    | Réceptionneur-attaquant      | Volei Brasil Centro de E.    |
| 10                                         | José Luis González                         | 27 décembre 1984                           | 206    | 97    | Réceptionneur-attaquant      | BBTS Bielsko-Biała           |
| 11                                         | Sebastián Solé                             | 12 juin 1991                               | 202    | 88    | Central                      | Trentino Volley              |
| 14                                         | Pablo Crer                                 | 12 juin 1989                               | 205    | 78    | Central                      | Callipo Sport                |
| 15                                         | Luciano De Cecco                           | 2 juin 1988                                | 194    | 89    | Passeur                      | Pallavolo Piacenza           |
| 16                                         | Martín Ramos                               | 26 août 1991                               | 197    | 95    | Central                      | UPCN San Juan Volley         |
| 20                                         | Alejandro Toro                             | 20 juillet 1989                            | 190    | 88    | Attaquant                    | Lomas Volley                 |
| 21                                         | Sebastián Closter                          | 13 mai 1989                                | 180    | 66    | Libero                       | Drean Bolivar                |
|                                            |                                            |                                            |        |       |                              |                              |
| Encadrement technique                      | Encadrement technique                      |                                            |        |       | Légende                      | Légende                      |
| Entraîneur : Julio Velasco                 | Entraîneur : Julio Velasco                 | Entraîneur : Julio Velasco                 |        |       | : Capitaine                  | : Capitaine                  |
| Entraîneur(s) adjoint(s) : Julián Alavarez | Entraîneur(s) adjoint(s) : Julián Alavarez | Entraîneur(s) adjoint(s) : Julián Alavarez |        |       | : Joueur blessé actuellement | : Joueur blessé actuellement |
| Manager général : Osvaldo Celia            |                                            |                                            |        |       |                              |                              |

## Australie
| No                                           | Nom                                          | Date de naissance                            | Taille | Poids | Poste                        | Club                          |
| -------------------------------------------- | -------------------------------------------- | -------------------------------------------- | ------ | ----- | ---------------------------- | ----------------------------- |
| 1                                            | Aidan Zingel                                 | 19 novembre 1990                             | 207    | 100   | Central                      | Blu Volley Vérone             |
| 3                                            | Nathan Roberts                               | 17 février 1986                              | 199    | 90    | Réceptionneur-attaquant      | PV Lugano                     |
| 5                                            | Travis Passier                               | 26 avril 1989                                | 206    | 99    | Central                      | Australian Institute of Sport |
| 6                                            | Thomas Edgar                                 | 21 juin 1989                                 | 212    | 106   | Attaquant                    | Gumi LIG Insurance Greaters   |
| 7                                            | Harrison Peacock                             | 31 janvier 1991                              | 192    | 87    | Passeur                      | Australian Institute of Sport |
| 9                                            | Adam White                                   | 8 novembre 1989                              | 203    | 89    | Réceptionneur-attaquant      | Blu Volley Vérone             |
| 11                                           | Luke Perry                                   | 20 novembre 1995                             | 180    | 75    | Libero                       | Australian Institute of Sport |
| 12                                           | Nehemiah Mote                                | 21 juin 1993                                 | 204    | 91    | Central                      | Australian Institute of Sport |
| 14                                           | Grigory Sukochev                             | 18 février 1988                              | 196    | 86    | Passeur                      | Lase-R/Riga                   |
| 15                                           | Thomas Ewen Douglas-Powell                   | 16 septembre 1992                            | 194    | 82    | Réceptionneur-attaquant      | Université de Winnipeg        |
| 16                                           | Luke Smith                                   | 30 août 1990                                 | 204    | 95    | Central                      | VO Příbram                    |
| 17                                           | Paul Carroll                                 | 16 mai 1986                                  | 207    | 98    | Réceptionneur-attaquant      | Berlin Recycling Volleys      |
|                                              |                                              |                                              |        |       |                              |                               |
| Encadrement technique                        | Encadrement technique                        |                                              |        |       | Légende                      | Légende                       |
| Entraîneur : Jon Emili Uriarte               | Entraîneur : Jon Emili Uriarte               | Entraîneur : Jon Emili Uriarte               |        |       | : Capitaine                  | : Capitaine                   |
| Entraîneur(s) adjoint(s) : Daniel John Ilott | Entraîneur(s) adjoint(s) : Daniel John Ilott | Entraîneur(s) adjoint(s) : Daniel John Ilott |        |       | : Joueur blessé actuellement | : Joueur blessé actuellement  |
| Manager général : Giorgio Poetto             |                                              |                                              |        |       |                              |                               |

## Belgique
| No                                     | Nom                                    | Date de naissance                      | Taille | Poids | Poste                        | Club                         |
| -------------------------------------- | -------------------------------------- | -------------------------------------- | ------ | ----- | ---------------------------- | ---------------------------- |
| 1                                      | Bram Van den Dries                     | 14 août 1989                           | 206    | 100   | Attaquant                    | Beauvais Oise UC             |
| 2                                      | Hendrik Tuerlinckx                     | 1er décembre 1987                      | 195    | 86    | Attaquant                    | Knack Roeselare              |
| 3                                      | Sam Deroo                              | 29 avril 1992                          | 202    | 101   | Réceptionneur-attaquant      | Pallavolo Modène             |
| 4                                      | Pieter Coolman                         | 24 avril 1989                          | 200    | 92    | Central                      | Knack Roeselare              |
| 5                                      | Frank Depestele                        | 3 septembre 1977                       | 191    | 96    | Passeur                      | Beauvais Oise UC             |
| 7                                      | Gertjan Claes                          | 30 mars 1985                           | 190    | 88    | Réceptionneur-attaquant      | Knack Roeselare              |
| 8                                      | Kevin Klinkenberg                      | 4 octobre 1990                         | 197    | 86    | Réceptionneur-attaquant      | Tours Volley-Ball            |
| 9                                      | Pieter Verhees                         | 8 décembre 1989                        | 205    | 107   | Central                      | Top Volley Latina            |
| 10                                     | Simon Van De Voorde                    | 19 décembre 1989                       | 208    | 85    | Central                      | Jastrzębski Węgiel           |
| 11                                     | Matthijs Verhanneman                   | 8 décembre 1988                        | 198    | 96    | Réceptionneur-attaquant      | Knack Roeselare              |
| 12                                     | Gert Van Walle                         | 7 août 1987                            | 197    | 87    | Attaquant                    | Citta di Castello            |
| 14                                     | Bert Derkoningen                       | 10 juillet 1982                        | 189    | 78    | Libero                       | Noliko Maaseik               |
| 16                                     | Matthias Valkiers                      | 8 avril 1990                           | 198    | 92    | Passeur                      | Noliko Maaseik               |
| 21                                     | Lowie Stuer                            | 24 novembre 1995                       | 193    | 81    | Libero                       | Knack Roeselare              |
|                                        |                                        |                                        |        |       |                              |                              |
| Encadrement technique                  | Encadrement technique                  |                                        |        |       | Légende                      | Légende                      |
| Entraîneur : Dominique Baeyens         | Entraîneur : Dominique Baeyens         | Entraîneur : Dominique Baeyens         |        |       | : Capitaine                  | : Capitaine                  |
| Entraîneur(s) adjoint(s) : Kris Tanghe | Entraîneur(s) adjoint(s) : Kris Tanghe | Entraîneur(s) adjoint(s) : Kris Tanghe |        |       | : Joueur blessé actuellement | : Joueur blessé actuellement |
| Manager général : Etienne Mertens      |                                        |                                        |        |       |                              |                              |

## Brésil
| No                                           | Nom                                          | Date de naissance                            | Taille | Poids | Poste                        | Club                         |
| -------------------------------------------- | -------------------------------------------- | -------------------------------------------- | ------ | ----- | ---------------------------- | ---------------------------- |
| 1                                            | Bruno Mossa de Rezende                       | 2 juillet 1986                               | 190    | 76    | Passeur                      | Pallavolo Modène             |
| 3                                            | Éder Carbonera                               | 19 octobre 1983                              | 204    | 101   | Central                      | Sada Cruzeiro Vôlei          |
| 4                                            | Wallace de Souza                             | 26 juin 1987                                 | 198    | 87    | Attaquant                    | Sada Cruzeiro Vôlei          |
| 5                                            | Sidnei Dos Santos Junior                     | 9 juillet 1982                               | 203    | 90    | Central                      | SESI                         |
| 6                                            | Leandro Vissotto Neves                       | 30 avril 1983                                | 212    | 97    | Attaquant                    | RJ Vôlei                     |
| 8                                            | Murilo Endres                                | 3 mai 1981                                   | 190    | 76    | Réceptionneur-attaquant      | SESI                         |
| 9                                            | Renan Buiatti                                | 10 janvier 1990                              | 217    | 104   | Attaquant                    | Porto Robur Costa Ravenne    |
| 10                                           | Ricardo Lucarelli de Souza                   | 14 février 1992                              | 195    | 79    | Réceptionneur-attaquant      | SESI                         |
| 11                                           | Felipe Lourenço Silva                        | 25 août 1990                                 | 188    | 77    |                              | ADC São Bernardo             |
| 12                                           | Luiz Felipe Fonteles                         | 19 juin 1984                                 | 196    | 89    | Réceptionneur-attaquant      | Fenerbahce                   |
| 16                                           | Lucas Saatkamp                               | 6 mars 1986                                  | 209    | 101   | Central                      | SESI                         |
| 18                                           | Maurício Silva                               | 4 février 1989                               | 197    | 85    | Réceptionneur-attaquant      | Minas Tênis Clube            |
| 19                                           | Mário da Silva Pedreira Júnior               | 3 mai 1982                                   | 192    | 91    |                              | RJ Vôlei                     |
| 20                                           | Raphael Vieira De Oliveira                   | 14 juin 1979                                 | 190    | 82    | Passeur                      | Al-Rayyan Sports Club        |
|                                              |                                              |                                              |        |       |                              |                              |
| Encadrement technique                        | Encadrement technique                        |                                              |        |       | Légende                      | Légende                      |
| Entraîneur : Bernardo Rocha de Rezende       | Entraîneur : Bernardo Rocha de Rezende       | Entraîneur : Bernardo Rocha de Rezende       |        |       | : Capitaine                  | : Capitaine                  |
| Entraîneur(s) adjoint(s) : Roberley Leonaldo | Entraîneur(s) adjoint(s) : Roberley Leonaldo | Entraîneur(s) adjoint(s) : Roberley Leonaldo |        |       | : Joueur blessé actuellement | : Joueur blessé actuellement |

## Bulgarie
| No                                           | Nom                                          | Date de naissance                            | Taille | Poids | Poste                        | Club                         |
| -------------------------------------------- | -------------------------------------------- | -------------------------------------------- | ------ | ----- | ---------------------------- | ---------------------------- |
| 3                                            | Andrej Zhekov                                | 12 mars 1980                                 | 190    | 82    | Passeur                      | Pallavolo Piacenza           |
| 4                                            | Martin Bozhilov                              | 11 avril 1988                                | 190    | 82    | Libero                       | Marek Union Ivkoni Dupnitsa  |
| 5                                            | Svetoslav Gotsev                             | 30 août 1990                                 | 205    | 97    | Central                      | Blu Volley Vérone            |
| 6                                            | Danail Milushev                              | 3 février 1984                               | 200    | 102   | Réceptionneur-attaquant      | Spacer's Toulouse Volley     |
| 7                                            | Miroslav Gradinarov                          | 10 février 1985                              | 203    | 91    | Réceptionneur-attaquant      | FC Tokyo                     |
| 8                                            | Todor Skrimov                                | 9 janvier 1990                               | 191    | 87    | Réceptionneur-attaquant      | Top Volley Latina            |
| 9                                            | Dobromir Dimitrov                            | 7 juillet 1991                               | 198    | 84    |                              | CVC Gabrovo                  |
| 12                                           | Viktor Yosifov                               | 16 octobre 1985                              | 204    | 100   | Central                      | VC Friedrichshafen           |
| 13                                           | Teodor Salparov                              | 16 août 1982                                 | 187    | 77    | Libero                       | ASUL Lyon Volley-Ball        |
| 14                                           | Teodor Todorov                               | 19 septembre 1989                            | 208    | 94    | Central                      | Gazprom-Iourga Sourgout      |
| 15                                           | Todor Aleksiev                               | 21 avril 1983                                | 204    | 105   | Réceptionneur-attaquant      | Gazprom-Iourga Sourgout      |
| 17                                           | Nikolay Penchev                              | 22 mai 1992                                  | 197    | 87    | Réceptionneur-attaquant      | Asseco Resovia               |
| 19                                           | Tsvetan Sokolov                              | 31 décembre 1989                             | 206    | 100   | Attaquant                    | Trentino Volley              |
| 22                                           | Georgi Seganov                               | 10 juin 1993                                 | 198    | 83    | Réceptionneur-attaquant      | CSKA Sofia                   |
|                                              |                                              |                                              |        |       |                              |                              |
| Encadrement technique                        | Encadrement technique                        |                                              |        |       | Légende                      | Légende                      |
| Entraîneur : Plamen Konstantinov             | Entraîneur : Plamen Konstantinov             | Entraîneur : Plamen Konstantinov             |        |       | : Capitaine                  | : Capitaine                  |
| Entraîneur(s) adjoint(s) : Alessandro Piroli | Entraîneur(s) adjoint(s) : Alessandro Piroli | Entraîneur(s) adjoint(s) : Alessandro Piroli |        |       | : Joueur blessé actuellement | : Joueur blessé actuellement |
| Manager général : Stefan Cholakov            |                                              |                                              |        |       |                              |                              |

## France
| No                                                                                 | Nom                                                                                | Date de naissance                                                                  | Taille                       | Poids                        | Poste                        |
| ---------------------------------------------------------------------------------- | ---------------------------------------------------------------------------------- | ---------------------------------------------------------------------------------- | ---------------------------- | ---------------------------- | ---------------------------- |
| 1                                                                                  | Jonas Aguenier                                                                     | 28 avril 1992                                                                      | 200                          | 97                           | Central                      |
| 2                                                                                  | Jenia Grebennikov                                                                  | 13 août 1990                                                                       | 188                          | 74                           | Libero                       |
| 4                                                                                  | Antonin Rouzier                                                                    | 18 août 1986                                                                       | 201                          | 100                          | Attaquant                    |
| 6                                                                                  | Benjamin Toniutti                                                                  | 30 octobre 1989                                                                    | 183                          | 74                           | Passeur                      |
| 7                                                                                  | Kévin Tillie                                                                       | 2 novembre 1990                                                                    | 198                          | 83                           | Réceptionneur-attaquant      |
| 9                                                                                  | Earvin N'Gapeth                                                                    | 12 février 1991                                                                    | 194                          | 93                           | Réceptionneur-attaquant      |
| 10                                                                                 | Kévin Le Roux                                                                      | 11 mai 1989                                                                        | 209                          | 95                           | Central                      |
| 14                                                                                 | Nicolas Le Goff                                                                    | 15 février 1992                                                                    | 206                          | 103                          | Central                      |
| 15                                                                                 | Samuele Tuia                                                                       | 24 juillet 1986                                                                    | 195                          | 95                           | Réceptionneur-attaquant      |
| 16                                                                                 | Nicolas Maréchal                                                                   | 4 mars 1987                                                                        | 198                          | 83                           | Réceptionneur-attaquant      |
| 17                                                                                 | Franck Lafitte                                                                     | 8 mars 1989                                                                        | 202                          | 90                           | Central                      |
| 18                                                                                 | Yoann Jaumel                                                                       | 16 septembre 1987                                                                  | 181                          | 79                           | Passeur                      |
| 19                                                                                 | Nicolas Rossard                                                                    | 23 mai 1990                                                                        | 182                          | 62                           | Libero                       |
| 21                                                                                 | Mory Sidibé                                                                        | 17 juin 1987                                                                       | 193                          | 92                           | Attaquant                    |
|                                                                                    |                                                                                    |                                                                                    |                              |                              |                              |
| Encadrement technique                                                              | Encadrement technique                                                              |                                                                                    | Légende                      | Légende                      | Légende                      |
| Entraîneur : Laurent Tillie                                                        | Entraîneur : Laurent Tillie                                                        | Entraîneur : Laurent Tillie                                                        | : Capitaine                  | : Capitaine                  | : Capitaine                  |
| Entraîneur(s) adjoint(s) : Arnaud Josserand Entraîneur(s) adjoint(s) : Luc Marquet | Entraîneur(s) adjoint(s) : Arnaud Josserand Entraîneur(s) adjoint(s) : Luc Marquet | Entraîneur(s) adjoint(s) : Arnaud Josserand Entraîneur(s) adjoint(s) : Luc Marquet | : Joueur blessé actuellement | : Joueur blessé actuellement | : Joueur blessé actuellement |
| Manager général : Pascal Foussard                                                  |                                                                                    |                                                                                    |                              |                              |                              |